# Lista de conferências da Segunda Guerra Mundial
Esta é uma lista de conferências diplomáticas da Segunda Guerra Mundial realizadas pelos Aliados. Os nomes das conferências em negrito indicam as conferências nas quais os líderes dos Estados Unidos, Reino Unido e União Soviética estiveram presentes. Para o contexto histórico, veja História diplomática da Segunda Guerra Mundial.
| Conferência                         | País            | Local            | Data                         | Participantes                                                         | Resultado |
| ----------------------------------- | --------------- | ---------------- | ---------------------------- | --------------------------------------------------------------------- | --- |
| Conferência do Atlântico (1941)     | Terra Nova      | Argentia         | 9-12 de agosto               | Estados Unidos · Reino Unido                                          | - Assinatura da Carta do Atlântico; - Proposição de uma conferência com participação da União Soviética. |
| Conferência de Washington (1942)    | Estados Unidos  | Washington, D.C. | 22 de dezembro-1 de janeiro  | Estados Unidos · Reino Unido                                          | - Elaboração da estratégia "Europa primeiro"; - Assinatura da Declaração das Nações Unidas. |
| Conferência de Casablanca (1943)    | Marrocos        | Casablanca       | 14-24 de janeiro             | Estados Unidos · França Livre · Reino Unido                           | - Elaboração da Campanha da Itália; - Exigência de rendição incondicional das Potências do Eixo; - Negociações de unificação dos governos franceses de Londres e Argel.                                          |
| Conferência de Moscou (1943)        | União Soviética | Moscou           | 18 de outubro-11 de novembro | Estados Unidos · França Livre · Reino Unido · União Soviética         | - Elaboração da Declaração de Moscou. |
| Conferência do Cairo (1943)         | Egito           | Cairo            | 22-26 de Novembro            | China · Estados Unidos · Reino Unido                                  | - Elaboração da Declaração do Cairo; - Exigência de rendição incondicional das Potências do Eixo; - Comprometimento à restauração de territórios tomados pelo Império do Japão.                                  |
| Conferência de Teerã (1943)         | Irã             | Teerã            | 28 de novembro-1 de dezembro | Estados Unidos · Reino Unido · União Soviética                        | - Consenso sobre a abertura de uma frente única com a Alemanha Nazista; - Elaboração da Operação Overlord. |
| Conferência de Bretton Woods (1944) | Estados Unidos  | Bretton Woods    | 11-15 de julho               | China · Estados Unidos · França Livre · Reino Unido · União Soviética | - Estabelecimento do Fundo Monetário Internacional; - Criação do Banco Internacional para Reconstrução e Desenvolvimento.                                                                                        |
| Conferência de Ialta (1945)         | União Soviética | Ialta            | 4-11 de fevereiro            | Estados Unidos · Reino Unido · União Soviética                        | - Exigência de rendição incondicional das Potências do Eixo; - Planejamento da segurança global Pós-guerra; - Planejamento da Conferência das Nações Unidas; - Declaração de guerra da União Soviética ao Japão. |
| Conferência de Potsdam (1945)       | Alemanha        | Potsdam          | 17 de julho-2 de agosto      | Estados Unidos · Reino Unido · União Soviética                        | - Assinatura da Declaração de Potsdam; - Exigência de rendição incondicional do Império do Japão; - Planejamento da segurança global Pós-guerra.                                                                 |